# Thomas Howe
Thomas O’Brien Howe (ur. 17 września 1944) – liberyjski lekkoatleta specjalizujący się w biegach średniodystansowych, olimpijczyk.
w 1972 roku reprezentował swój kraj na igrzyskach w Monachium, startował w biegu na 800 m mężczyzn - odpadł w eliminacjach z czasem 2:00,7. Howe pełnił podczas tych igrzysk funkcję chorążego reprezentacji Liberii.

## Rekordy życiowe
- Bieg na 800 metrów – 1:54,8 (1971)